# Юная революционерка Утэна
«Юная революционерка Утэна» (яп. 少女革命ウテナ сёдзё какумэй утэна) — манга в пяти томах авторства Тихо Сайто, изданная в Японии в 1996-97 годах, а также 39-серийное аниме, снятое по замыслу творческого коллектива BE-PAPAS студией J.C. Staff, ныне считается классикой жанров сёдзё и юри. Аниме и манга разрабатывались параллельно и не являлись адаптацией друг друга. В 1999 году увидел свет полнометражный анимационный фильм, представляющий собой альтернативную версию сериала и, в свою очередь, адаптированный Тихо Сайто в ещё одну мангу. В России сериал был лицензирован компанией «MC Entertainment».

## Сюжет
Утэна Тэндзё — учащаяся Академии Отори, привилегированного учебного заведения закрытого типа. Утэна носит на левой руке кольцо, доставшееся ей в детстве от таинственного принца. Она пытается найти этого принца. Заступившись за честь своей подруги Вакабы, Утэна обнаружила, что кольцо, которое она носит, даёт ей право на участие в дуэлях на Арене Дуэлей.
До первой дуэли Утэны в них участвовали лишь члены Школьного Совета — Кёити Сайондзи, Дзюри Арисугава, Мики Каору и Тога Кирю. Позднее выясняется, что в Школьный Совет входят также Нанами Кирю, сестра Тоги, и Рука Цутия. Утэна узнаёт, что победителю в дуэли достаётся в качестве награды «Невеста роза», Анфи Химэмия, которая также учится в Академии.
Каждый из членов Школьного Совета верит, что победив всех участников, он сможет «принести в мир революцию», реализовать свои тайные желания по обустройству как своей жизни, так и общества в целом. У Утэны же никаких таких планов нет, участвует в дуэлях она лишь для того, чтобы защитить честь своих друзей: сперва своей подруги Вакабы, а в дальнейшем и Анфи — Утэне не нравится, что девушку используют члены Школьного Совета в качестве средства для реализации своих амбициозных планов.
Вскоре она узнаёт, что в Академии решает всё Акио Отори, заместитель директора Попечительского Совета Академии и родной брат Анфи, и именно он является таинственным «Краем Света», от лица которого и рассылаются письма членам Совета.

## Персонажи

### Основные персонажи
Утэна Тэндзё — Дуэльная тема: «Когда? Где? Кто? Который?». Главная героиня истории. В детстве Утэна потеряла родителей, а вместе с ними и желание жить. Но появился принц и сказал: «Малышка, стойко переносящая печаль, не теряй своей силы и благородства, даже когда вырастешь. В память о нашей встрече я дам тебе вот это. Это кольцо приведёт тебя ко мне». Утэна носит мужскую школьную форму в память о принце. Из-за этого у неё конфликты с некоторыми преподавателями школы, которые требуют от неё ношения той формы, которую носят в этой школе девочки. Утэна старается вести себя как принц: однажды Сайондзи, член Школьного Совета, оскорбил честь её подруги Вакабы. В результате между ними состоялась дуэль, в которой Утэна победила. Утэна не знала, что победителю в дуэли достаётся «Невеста розы», Анфи Химэмия. Поскольку Утэна не хочет, чтобы Анфи была простой игрушкой в руках участников дуэлей, она стала защищать Невесту розы, сама поначалу не предполагая, в какую игру она попала. Утэна самый честный и благородный персонаж в сериале.
Сэйю: Томоко Каваками
Анфи Химэмия — Анфи Химэмия держится особняком среди всех остальных студентов, редко появляясь где-либо ещё, кроме маленькой оранжереи, спрятанной во дворе одного из зданий Академии. Здесь она ухаживает за розами, и, пожалуй, это единственная из всех обязанностей Невесты розы, которую она выполняет не только потому, что таков её долг, но потому, что ей действительно нравятся цветы. Она и сама похожа на розу — загадочная, беззащитная на вид и в то же время обладающая огромной силой хранительница меча Диоса. Только с Утэной Анфи становится как будто живой и настоящей. Когда принцем стал Тога, Анфи снова стала равнодушной марионеткой. Собственные чувства Анфи тщательно скрывает, но все же порой и напускное равнодушие Невесты розы даёт трещину. Немалую роль в этом играет и Утэна, с приходом которой у Анфи появляется надежда на то, что когда-нибудь и для неё прекратится бесконечный цикл дуэлей. Анфи присутствует на дуэлях в качестве наблюдателя, а также переходящего приза, достающегося выигравшему.
Сэйю: Юрико Футидзаки
Акио Отори — брат Анфи, принц Утэны и главный антагонист аниме. Будучи принцем Диосом, он помогал и освобождал принцесс всего мира, получая удар за ударом, до тех пор, пока не смог больше этого выносить. Анфи попыталась спасти его и заперлась с ним в хижине, в которой они жили, однако людям нужен был их принц. Видя, что Анфи скрывает его, они начинают считать, что она — ведьма, укравшая его, после чего они пронзают её тысячью мечей. Диос тем временем теряет свою доблесть и его место занимает Акио, более тёмная его сторона, винящая в потере своей силы Анфи. Весь смысл дуэлей заключался именно в том, чтобы Академия избрала наиболее доблестного из своих членов, (Утэну) у которого в конце концов и заберёт меч Акио, чтобы получить свою силу обратно. В манге Диос не один человек, но два древних бога, разделённых после того, как Акио попытался убить Диоса, чтобы получить самому всю силу. В анимационном фильме Акио давно мёртв, тогда как Диос создан магией Анфи.
Сэйю: Дзюрота Косуги

### Школьный Совет
Мики Каору — Дуэльная тема: Театр «Spira Mirabilis» (Spira Mirabilis Gekijou), «Бессмертный Император Вселенной» (Heizoku Uchuu ni Fumetsu Koutei).
Признанный гений Академии, Мики является всеобщим любимцем, однако сам остаётся спокоен в отношениях с другими. Он ещё по-детски наивен и во многом не понимает, что иногда этим пользуются члены Совета (Тога) или его собственная семья (его сестра-близнец Кодзуэ). В детстве он написал пьесу на двоих для фортепиано под названием «Солнечный сад», которая является его темой вне дуэльной арены. Изначально эту пьесу играли двое — он и его сестра — но, как оказывается, большую часть работы на себя брал именно Мики, а сестра почти не участвовала. Поэтому, когда пришло время сыграть пьесу на импровизированном домашнем концерте, а Мики заболел, Кодзуэ отказалась играть и сбежала в слезах. Эта семейная драма является одной из важнейших тем в его биографии. Также имеет определённые чувства к Анфи, но ввиду своей неопытности не знает, как их выразить, чем пользуется Тога и Край Света, ближе к концу аниме. В манге Мики Каору был влюблён в Утэну Тэндзё. Но на дуэли между Утэной Тэндзё и Мики Каору Кодзуэ оказалась в стеклянном гробу. Поэтому Мики из жалости к своей любимой дрался за свою сестру Кодзуэ. Во время дуэли Мики ранил Утэну.
Сэйю: Ая Хисакава
Дзюри Арисугава — Дуэльная тема: «Ангельское создание по имени Свет» (Tenshi Souzou Sunawachi Hikari), «Я — все тайны мироздания» (Watashi Banbutsu Hyakufushigi)
Амбициозная и честолюбивая глава Дуэльного клуба. Дзюри является лучшим фехтовальщиком Академии. Ей единственной за все время аниме удаётся отбить удар Диоса и лишь чудо даёт Утэне выиграть дуэль, что является тонкой иронией, ведь Дзюри не верит в чудеса. В средней школе она дружила с двумя людьми — Рукой Цутией и Сиори Такацуки. Дзюри влюбилась в Сиори, но никак не могла признаться в своих чувствах, из-за чего начался её собственный внутренний конфликт. Сиори неправильно истолковала дружбу Дзюри и Руки, и, чтобы обойти Дзюри (к которой испытывала смешанные чувства любви и ненависти), начала встречаться с юношей на глазах Дзюри. Слова Сиори «Верь в чудеса и они сбудутся» ещё больше ухудшали ситуацию, ведь Дзюри начала верить в то, что каким-то чудом Сиори сможет узнать о её чувствах, но чуда не произошло. На шее она носит медальон, в который вставлена вырезанная из школьного альбома фотография Сиори, который она всячески охраняет. В конце концов, Сиори узнаёт о чувствах Дзюри к ней, но ввиду невероятной низкой самооценки не верит ей, считая, что Дзюри испытывает к ней не любовь, но жалость.
Сэйю: Котоно Мицуиси
Кёити Сайондзи — Дуэльная тема: «Палеозой в моём теле» (Nikutai no Naka No Koseidai), «Рождение виртуальной звезды» (Virtual Star Hasseigaku)
Является вице-президентом Школьного Совета и капитаном школьной команды по кэндо. Эгоистичен, своенравен, ревнив и жесток, он, тем не менее, не является плохим персонажем. В детстве считал своим лучшим другом Тогу Кирю, но затем, после нескончаемых проигрышей своему другу, он разочаровался в своих стремлениях и лучших мыслях о мире. Его желание — получить вечность — проистекает именно из этого. Он хочет, чтобы в этом мире было что-то вечное и непрекращающееся, что не раз показано в его стремлении быть на стороне Тоги или обмене дневником с Анфи. Тем не менее, он одержим Анфи также по этой причине: видя в ней не более, чем обездушенную куклу, он считает, что должен иметь её, так как она, не имея собственной воли, никогда не покинет его.
Сэйю: Такэси Кусао
Тога Кирю — Дуэльная тема: «Заклятье Запрета» (Fuuin Jubaku), «Никто ничего не может сказать» (Nanibito Mo Kataru Koto Nashi); Allegory, Allegories, Allegoriest
Глава Школьного совета и главный красавец Академии. Используя свою красоту, ум, связи, деньги и всё, что ему попадётся на пути, он любыми способами хочет получить силу Диоса, манипулируя всеми вокруг него. Единственный из Школьного Совета, кто посвящён в настоящие планы Акио. В середине аниме, поняв, что его власть не настолько же сильна, как власть Акио, пытается найти другие пути, чтобы получить силу, но проваливается. Его чувства к Утэне обуславливаются тем, что он не может контролировать её. Он один из членов Школьного Совета тщательно готовится перед собственной дуэлью, притворяясь тем самым принцем, которого так долго ищет Утэна, из-за чего она не может нанести финальный удар и проигрывает битву. Однако, в следующей же серии, с помощью Вакабы осознав свою ошибку, Утэна выигрывает Анфи в дуэли вновь.
Сэйю: Такэхито Коясу
Нанами Кирю — сестра Тоги Кирю, несколько раз используемая в качестве юмористического элемента аниме. Её любовь к брату граничит с одержимостью, а желания — с инцестом, что является известным фактом для всех в Академии, так как она довольно агрессивна к любым девушкам, пытающимся отвлечь внимание её брата от неё самой. В детстве подарила котёнка брату на День рождения, однако видя, что он забирает внимание брата от неё, утопила его, что стало значительно травмой для её детской психики. Тема животных и Нанами несколько раз обыгрывается в аниме, однако, зная её прошлое, можно понять, что эти события для неё не так уж и веселы, как может показаться. Имеет свиту из нескольких девушек, всюду следующих за ней (Юко, Айко и Кэйко), а также юного воздыхателя, Митсуру Цувабуки. Испытывает неприязнь к Анфи, так как Нанами считает, что Анфи притягивает внимание её брата, из-за чего совершает несколько неприятных поступков по отношению к Невесте розе. Её изначальная цель получения силы революции заключается в привлечении внимания брата к ней, однако после того, как она наблюдает сцену физических отношений Анфи и Акио, осознаёт свою ошибку.
Сэйю: Сиратори Юри
Рука Цутия — персонаж, участвующий лишь в одной серии и косвенно в нескольких других, касающихся отношений Дзюри и Сиори. Он является бывшим капитаном фехтовальщиков и другом Сиори и Дзюри, в которую тайно влюблён. Эгоистичен, безжалостен и жесток — таким он кажется со стороны, однако эти его качества проистекают лишь из отчаянной попытки выжить. Рука смертельно болен — именно поэтому он не участвует в событиях аниме. Он участвует в дуэли лишь для того, чтобы раскрыть глаза Дзюри на манипуляции, которые делает Сиори. Сумев это сделать, он попадает в больницу и умирает, более не участвуя в дальнейших событиях.
Сэйю: Сасаки Нодзому

### Дуэлисты Чёрной Розы
Микаге Соидзи — глава популярного в Академии Семинара Микаге, в котором могут участвовать лишь элитная группа творческих людей. Семинар, на самом деле, заключается в том, что, выслушивая проблемы людей, Микаге докапывался до самых их глубинных и потаённых желаний, силой вырывая их наружу, ломая их психику и, тем самым, приводя в нужное для него состояние — в состояние бесчувственных роботов, готовых на всё для достижения своей цели. Он является главным антагонистом второй части аниме, подбивая людей, близких к членам Школьного Совета, на дуэли с Утэной. Его главная цель — убить Анфи и заменить её Мамией Тидой, смертельно больным мальчиком, который таким образом сможет вылечиться.
Сэйю: Мидорикава Хикару
Мамия Тида — партнёр Микаге, выращивающий чёрные розы для будущих дуэлистов. Его цель — стать новым Невестой розой, заменив Анфи, чтобы излечить свою смертельную болезнь.
Сэйю: Мария Кавамура
Канаэ Отори — невеста Акио и дочь главы Академии. Она боится Анфи и считает её преградой, стоящей между ней и Акио. Именно эти мысли приводят её к Микаге и она становится первым дуэлистом Чёрной розы.
Сэйю: Ай Орикаса
Сиори Такацуки — Дуэльная тема: «Земля — галерея личностей» (Chikyuu wa Jinbutsu Chinretsushitsu)
Миловидная студентка и тайная любовь Дзюри. Является катализатором депрессии Дзюри и её главной тайной. Сиори идеализирует Дзюри и втайне завидует ей, в чём и заключается главный конфликт их отношений. Создателями сериала было подтверждено то, что девушка действительно имела романтические чувства к Дзюри, но из-за низкой самооценки, граничащей с ненавистью к себе, она просто не может поверить, что кто-то настолько идеальный, как Дзюри, может полюбить её. Даже в их дружбу она не может поверить, так как считает, что Дзюри дружила с ней лишь для того, чтобы насмехаться. Неправильно истолковав чувства подруги, она уводит Руку Цутию и начинает встречаться с ним, думая, что Дзюри влюблена в него. Будучи дуэлянтом Чёрной Розы, узнаёт о фотографии в медальоне, хранящемся у Дзюри, что позволяет ей достать меч из сердца Дзюри и сражаться им с Утэной. В собственных чувствах, испытываемых к Дзюри, она не признаётся опять же по этим причинам — чтобы изобразить иллюзию того, что именно она контролирует их отношения и хоть в чём-то быть победителем, пусть даже ценой потери подруги. Участвовала в дуэлях как дуэлянт чёрной розы и была легко побеждена Утэной.
Сэйю: Кумико Нисихара
Мицуру Цувабуки — мальчик, одержимый Нанами Кирю. Он не имеет ничего против того, чтобы исполнять любое её желание, делает ей обеды, домашнее задание и шпаргалки. Из-за своей юности не может точно определить своих желаний и чувств по отношению к ней — изначально желая стать её «старшим братом», ко времени событий Чёрной розы, его желания трансформируются в нечто большее. Именно это и толкает его в ряды дуэлистов Чёрной розы.
Сэйю: Акико Ядзима
Вакаба Синохара — лучшая подруга Утэны. Обычная девушка, ничем не выделяющаяся из толпы, из-за чего она сильно переживает. Влюблена в Сайондзи и в самой первой серии пишет ему письмо с признанием, которое, предположительно, он вывешивает на доске объявлений, что впоследствии толкает цепочку событий, из-за которой Утэна оказывается на дуэльной арене. Угнетена тем, что некоторым людям ничего не стоит «сиять» всё время, тогда как «такие, как она», сколько ни старайся, не могут этого сделать, оставаясь серыми и неприметными. Эти мысли толкают её к Микаге, который даёт ей силу Чёрной розы. Дуэль с Вакабой — единственная дуэль, в которой Утэна отказывается извлечь свой меч (не считая первой дуэли), а срезает розу с помощью меча Вакабы.
Сэйю: Юка Имаи
Кэйко Сонода — одна из свиты Нанами Кирю. Девушка имеет сильные чувства к Тоге, который, разумеется, не замечает её. Совершая отчаянную попытку привлечь его внимание (предложив ему пойти с ней под одним зонтом, что в Японии делают только романтические пары), её замечает Нанами, которая после этого удаляет её из всех клубов и кружков, в которых та была, апеллируя тем, что Кэйко — ещё один паразит, пытающийся отобрать у неё брата. Мысли о несправедливости таких слов, а также собственная неуверенность и неспособность выражения чувств приводят её к Чёрной розе.
Сэйю: Акира Накагава
Кодзуэ Каору — Дуэльная тема: «Утопическое заклинание в прошедшем времени» (Kakuu Kakokei Majinai).
Сестра-близнец Мики Каору. В аниме есть намёки на её романтические чувства к брату, но, в основном, она желает лишь защитить его от внешнего дурного воздействия. Так, она скидывает с лестницы учителя музыки Мики, когда видит, как он пристаёт к её брату. Встречается со многими школьниками Академии, но ни к кому не испытывает глубоких чувств, используя физические отношения в качестве защитной реакции от внешнего мира. Именно она является катализатором, используемым Краем Света, для втягивания в дуэль с Утэной Мики.
Сэйю: Тиэко Хонда

## Музыка
- Вступительная заставка «Rinbu Revolution» Масами Окуи[англ.], известной японской поп-певицы.
- Хоралы, звучащие в сериале, написаны Дж. А. Сизер[англ.], известным в Японии автором хоровых произведений.
- В нескольких сериях сериала исполняется японская версия песни «Дона дона» Шолома Секунды.
- Прочая музыка написана Синкити Мицумунэ[англ.].